# Рено сеник
Рено сеник (фр. Renault Scénic) је аутомобил који производи француска фабрика аутомобила Рено. Производио се од 1996. године до 2022. године. Поново се као кросовер вратио у септембру 2023. године.

## Историјат
Рено сеник је компактни минивен, који је лансиран 1996. године и продавао се све до 2022. године. Актуелна генерација је пета, а више се не производи као минивен због пада интересовања купаца за овом врстом возила. Изведен је на основу мегана. 

### Сеник I (1996–2004)
Пре редизајна се звао Рено меган сеник, а када се појавио редизајн, преименовао се у само Рено сеник. Меган сеник се може пратити до концептног аутомобила из 1991. године, Рено С.Ц.Е.Н.И.Ц. (Концепт безбедности отелотворен у новом иновативном аутомобилу) дизајниран под надзором Ане Асенсио, тадашњег дизајнера у Реноу. На Euro NCAP креш тесту је добио четири од максимално пет звездица. Мотори који су уграђивани су, бензински од 1.4 (98 КС), 1.6 (107 КС), 1.8 (115 КС), 2.0 (140 КС) и дизел-мотор од 1.9 D (64, 80 и 102 КС).

#### Галерија
- Меган сеник I
- Сеник I, редизајн
- Сеник I, редизајн
- Сеник RX4
- Сеник RX4

### Сеник II (2003–2010)
Убрзо након лансирања мегана II, потпуно нови сеник је лансиран у јуну 2003. Постојао је и компактни МПВ гранд сеник са седам седишта, са дужим међуосовинским растојањем и задњим препустом, који има два мала седишта величине деце у повећаном пртљагу области. Гранд сеник је званично представљен у априлу 2004.
Као и код мегана, нови аутомобил користи корпоративни стил и нову технологију, укључујући имобилајзер без кључа „Рено Кард” и аутоматску паркирну кочницу на одређеним нивоима опреме. Интегрише ЛЕД диоде на свим облогама од 2006. Као и код сеник I, подигнути „меган“ лого се појављује на Ц стубу. У понуди мотора били су, бензинци 1.4 (98 КС), 1.6 (112 КС), 2.0 (136 и 165 КС) и дизел-мотори од 1.5 dCi (82, 86, 100 и 107 КС), 1.9 dCi (120 и 130 КС) и 2.0 dCi (150 КС).

#### Галерија
- Сеник II
- Гранд сеник I
- Сеник II, редизајн
- Сеник II, редизајн

### Сеник III (2009–2017)
Сеник III је пуштен у продају у јулу 2009. године, док је 'гранд' верзија са седам седишта (Нови гранд сеник) објављена у мају 2009. Као и претходни сеник, постоји и компактни МПВ гранд сеник са седам седишта. Рено такође нуди гранд сеник као петосед.
Разлике као што су пластична облога, подигнуто вешање и различити точкови у односу на стандардни сеник спецификације.
У јануару 2012. године, сеник и гранд сеник су благо измењени са новим предњим делом, новим моторима и новим дизајном дигиталне инструмент табле.
Ажурирани сеник и гранд сеник су објављени у марту 2013. године, који карактеришу нови стил ентеријера и екстеријера, као и помоћ у вожњи. Истовремено, Рено је представио кросовер верзију сеника, која је названа сеник иксмод (сеник иксмод крос у Италији). Сеник иксмод има другачији стил од обичног сеника: већу и ревидирану решетку, кровне носаче, заштиту каросерије, нове гуме и легуре, нову фарбу и иксмод значке. Такође има Рено Екстендед Грип побољшану контролу вуче. Моторе које користи су, бензински од 1.4 TCe (130 КС), 1.6 (112 КС), 2.0 (140 КС) и дизел-мотори од 1.5 dCi (110 КС), 1.6 dCi (130 КС), 1.9 dCi (130 КС) и 2.0 dCi (160 КС).

#### Галерија
- Сеник III
- Гранд сеник II
- Гранд сеник II
- унутрашњост
- Сеник III, редизајн
- Сеник III, редизајн
- Гранд сеник II, редизајн
- Гранд сеник II, редизајн
- Сеник III, други редизајн
- Сеник III, други редизајн
- Гранд сеник II, други редизајн
- Гранд сеник II, други редизајн
- Рено сеник иксмод

### Сеник IV (2016–2022)
Четврта генерација сеника је представљена на Салону аутомобила у Женеви 2016. Аутомобил, заснован на концепту Р-Спејс, је нешто већи од свог претходника и додаје неке елементе дизајна кросовера, али, према Реноу, он је и даље МПВ.
Покреће га шест дизел и два бензинска мотора. За моделе са шестостепеним мануелним мењачем и Energi dCi 110 дизел моторима, ће имати опциону хибридну јединицу (Хибрид Асист). Сеник ће се нудити са ручним или двоструким квачилом. Сеник нуди пртљажник од 572 Л, а гранд сеник 765 Л са пет седишта.
Сеник IV је добио оцену од пет звездица на Euro NCAP-у, са низом стандардних активних и пасивних безбедносних функција, укључујући „Активни систем кочења у случају нужде“ са „Детекција пешака“, чиме је Рено сеник једини компактни МПВ са овом функцијом као стандардне.
Сеник такође има 'Помоћ при одржавању траке' и 'Упозорење за детекцију умора'. Изнад 50 км/ч, сеник може да детектује умор повезан са вожњом и упозорава возача, ако возач не реагује, може самостално да исправи путању.
У мају 2022, Рено је најавио да ће кратки сеник бити укинут, неколико месеци пре гранд сеника. Кратка производња сеника је заустављена у јулу 2022. године, након произведених 190.636 јединица.

#### Галерија
- Сеник IV
- Гранд сеник III
- унутрашњост

### Сеник V (2023–)
Сеник V је претходно као концепт приказан у мају 2022. под називом Рено сеник вижн, са производним моделом који има процењени датум објављивања 2024. године.
Производни модел је пуштен у продају у септембру 2023. Покрећу га ЛГ никл-манган-кобалт (НМК) батерије, доступан је у две верзије.

Верзија стандардног опсега користи батерију од 60 kWh и производи 125 kWh (168 КС) и 280 Н⋅м обртног момента. Има тражени домет од 420 км у ВЛТП циклусу. Верзију високог опсега покреће мотор од 160 kW (210 КС) и 300 Нм обртног момента, упарен са батеријом од 87 kWh са процењеним дометом од преко 620 км.
- Сеник V
- унутрашњост